# Elvegårdsmoen
Elvegårdsmoen est une localité du comté de Nordland, en Norvège.

## Géographie
Administrativement, Elvegårdsmoen fait partie de la kommune de Narvik.